# 毛伊
毛伊（Māui）是波利尼西亚神话中伟大的文化英雄，他的故事在波利尼西亚一帶廣為流傳。在多數的故事版本中，毛伊都被描述为半神或者神，但也有部分地區的傳說称他只是普通人类。

## 各地神话中的毛伊
- 毛伊 (毛利神话)（英语：Māui (Māori mythology)）
- 毛伊 (夏威夷神话)（英语：Māui (Hawaiian mythology)）
- 毛伊 (汤加神话)（英语：Maui (Tongan mythology)）
- 毛伊 (塔希提神话)（英语：Maui (Tahitian mythology)）
- 毛伊 (曼加雷瓦神话)（英语：Maui (Mangarevan mythology)）
- 毛伊 (萨摩亚神话)（英语：Ti'iti'i (Samoan mythology)）

## 大眾文化
迪士尼2016年動畫電影《海洋奇缘》（Moana）中，作为主要角色的毛伊是一个半神。中国大陆国语版由图特哈蒙配音，香港粤语版由张继聪配音，台灣的中文版由Matzka配音，而英文版則由巨石強森負責。